# پسچانیتسا
پسچانیتسا (به لاتین: Peschanitsa) یک منطقهٔ مسکونی در روسیه است که در استان آرخانگلسک واقع شده‌است.